# Hochheim am Main
Hochheim am Main ist eine Stadt mit 18.422 Einwohnern (31. Dezember 2024) im südhessischen Main-Taunus-Kreis und liegt zentral im Rhein-Main-Gebiet zwischen Frankfurt am Main und Mainz. Hochheim gehörte zunächst zum Mainkreis und später zum Landkreis Wiesbaden. Bei dessen Auflösung im Jahr 1928 wurde die Stadt dem Main-Taunus-Kreis zugeordnet.

## Geografie

### Geografische Lage

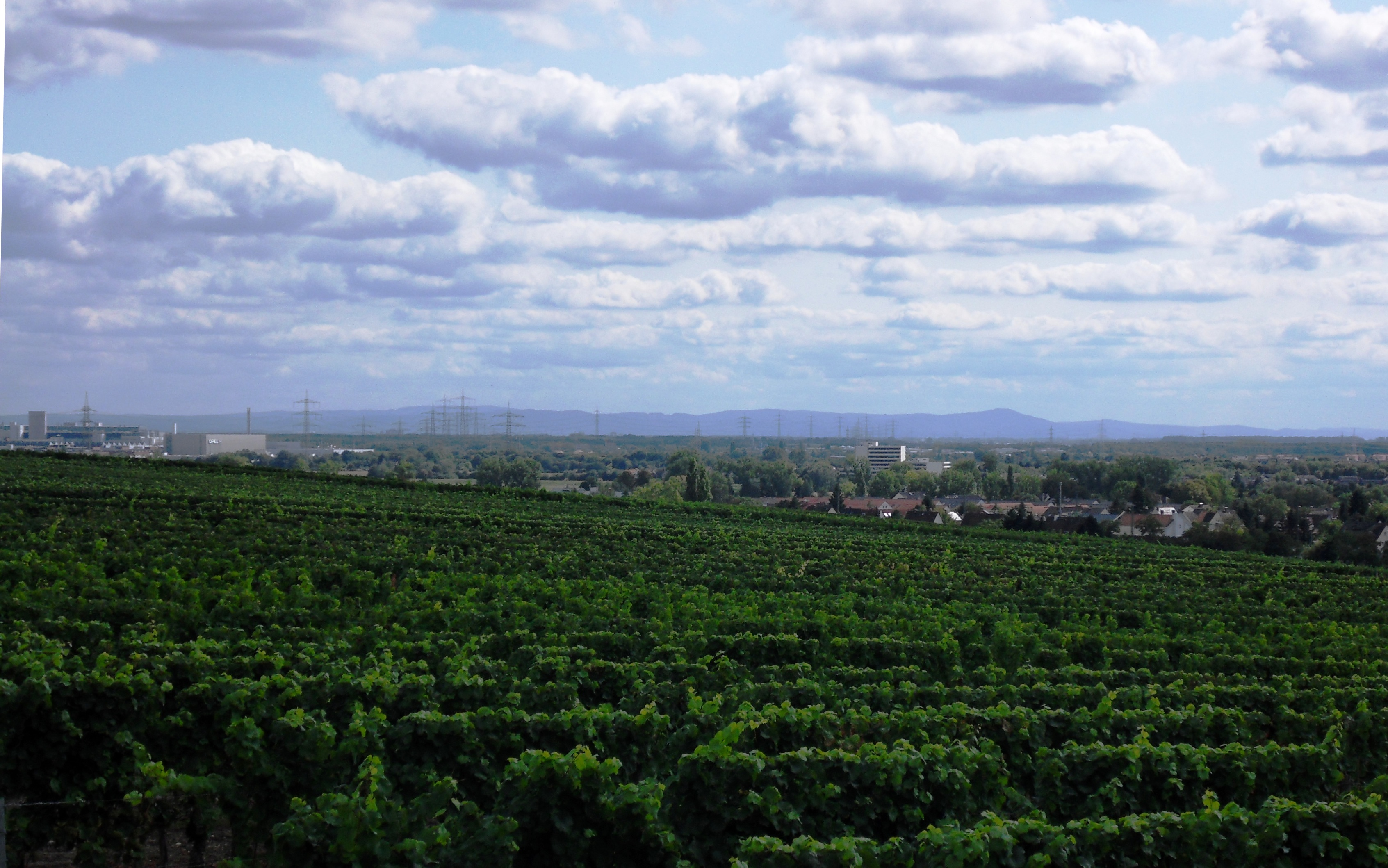
Blick über die Weinlage Stielweg und die Oberrheinische Tiefebene bis zum Odenwald

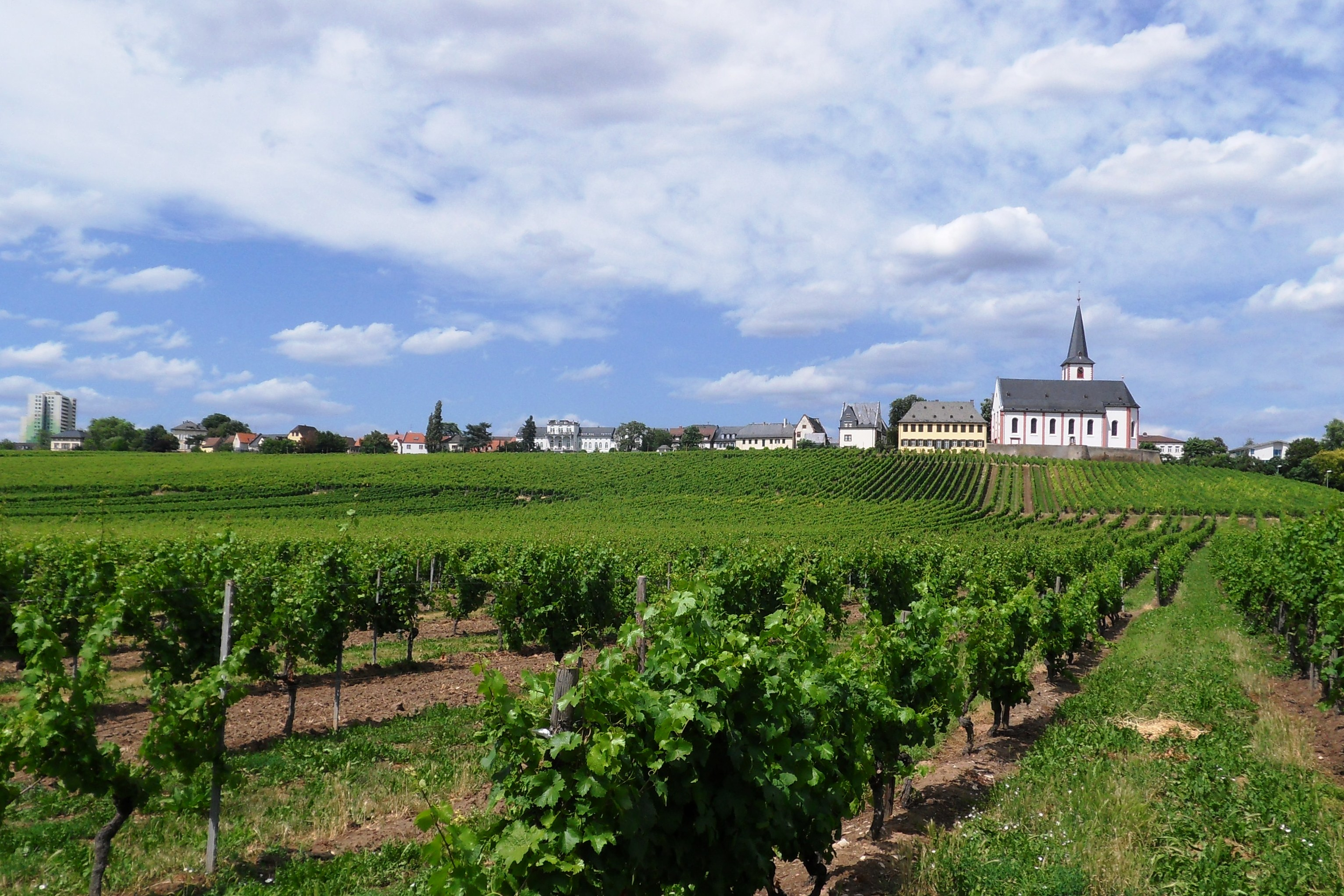
Denkmalgeschützte Stadtansicht von Süden über die Weinbergslagen Stielweg (unten) und Domdechaney (oben)

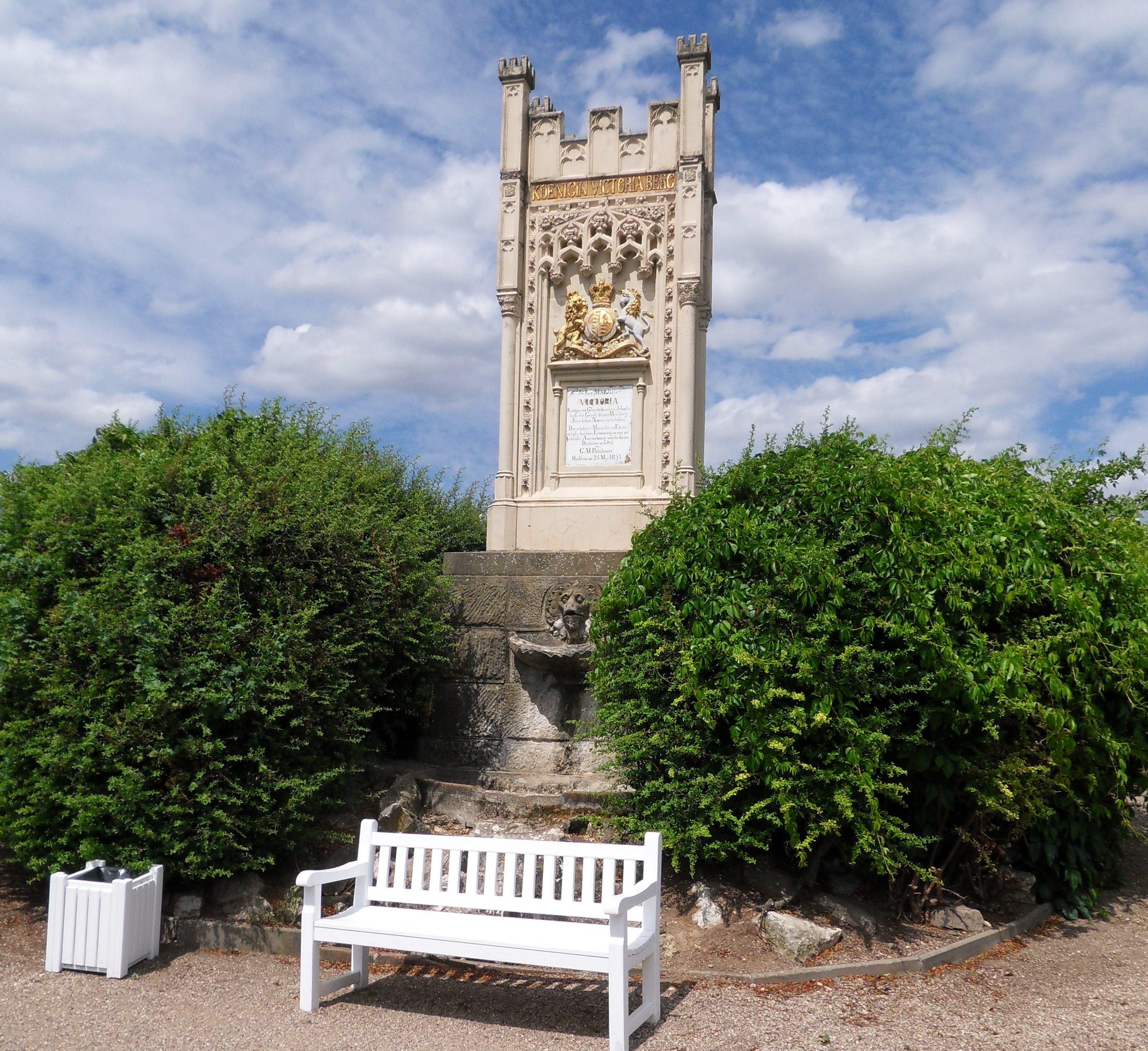
Königin-Victoria-Denkmal

Die Stadt Hochheim liegt etwa 35 Meter über der Untermainebene auf einer Geländestufe am Südrand des Main-Taunus-Vorlandes. Der Südhang dieser sich auf etwa fünf Kilometer Länge erstreckenden Geländestufe besteht, teilweise bis dicht ans Mainufer, aus Weinbergen. Von den Weinbergen und vom südlichen Stadtrand gibt es eine Fernsicht bis Darmstadt, zur Neunkircher Höhe im Odenwald, zu der markanten Spitze des Melibokus an der Bergstraße in 38 Kilometern Entfernung und schließlich bis Oppenheim in Rheinhessen. Die Stadtsilhouette ist aus südlicher Richtung weit sichtbar.
In unmittelbarer Nähe befinden sich die Großstädte Frankfurt am Main, Wiesbaden und Mainz.

### Nachbargemeinden
Hochheim grenzt im Norden an Hofheim am Taunus, im Osten an Flörsheim am Main, im Süden, getrennt durch den Main, an Rüsselsheim am Main, Bischofsheim und Ginsheim-Gustavsburg (alle drei Kreis Groß-Gerau) sowie im Westen an die Ortsbezirke Mainz-Kostheim und Delkenheim der hessischen Landeshauptstadt Wiesbaden.

### Stadtgliederung
Hochheim besteht aus der Kernstadt Hochheim, der um den Bahnhof am Mainufer angesiedelten Südstadt, die durch Weinberge von der Hochheimer Altstadt getrennt ist, und dem 1977 eingemeindeten Stadtteil Massenheim mit ungefähr 2000 Einwohnern. Seit dieser Zeit gehört auch das Wiesbadener Kreuz zum Hochheimer Stadtgebiet.

## Geschichte

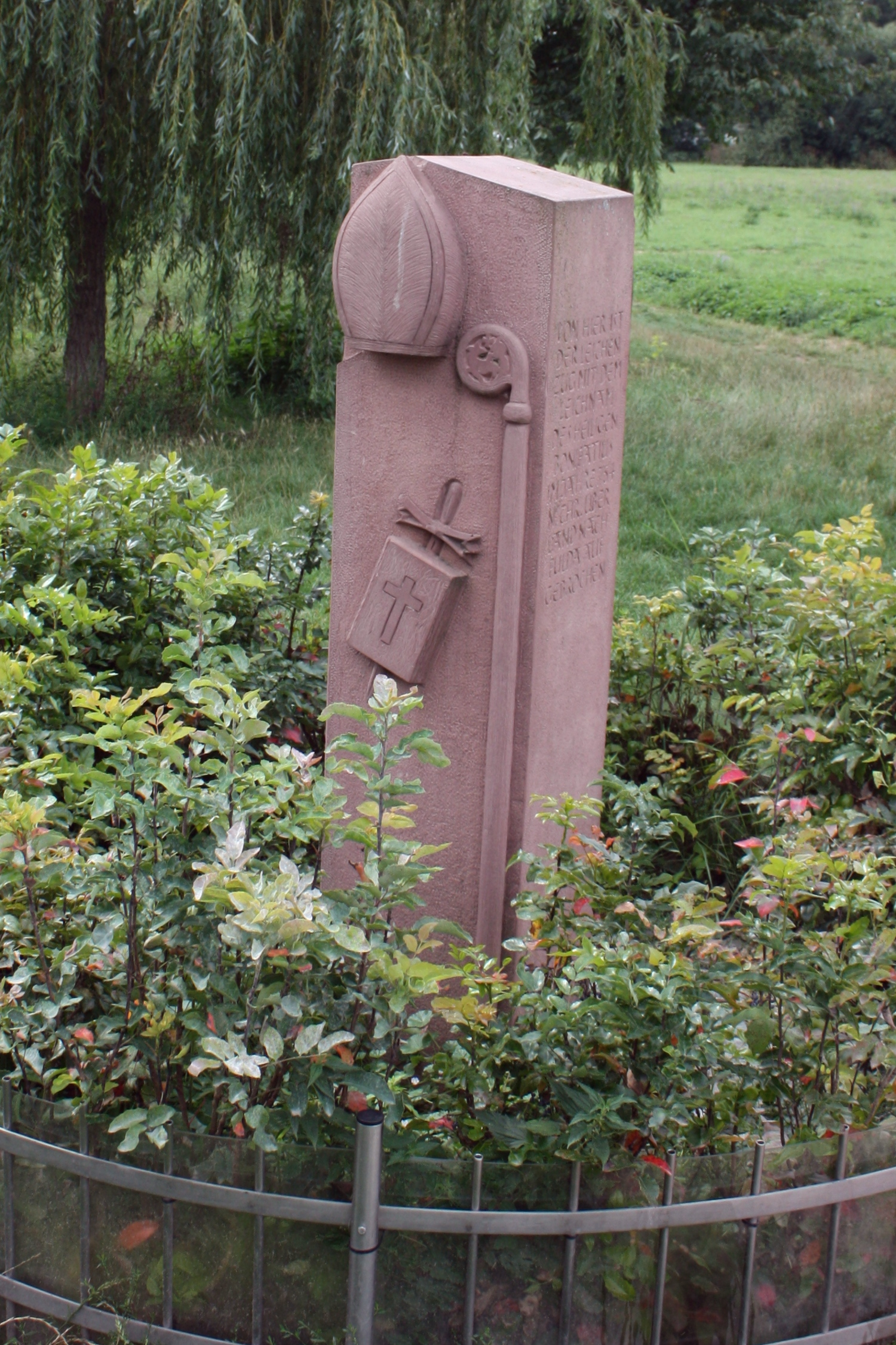
Das Bonifatiusdenkmal

In Hochheim wurde ein keltisches Fürstengrab gefunden. Zur Römerzeit war das Gebiet bereits dicht besiedelt und der Weinbau wurde eingeführt. Der Name Hochheim geht auf die im 4. und 5. Jahrhundert dort siedelnden Alemannen zurück, auf die die Franken folgten.

### Mittelalter
Hochheim wurde 754 während des Todeszugs von Bonifatius erstmals schriftlich erwähnt. Massenheim wurde erstmals 819 als Geschenk an das Kloster Fulda erwähnt. 1273 wurde das Dorf Hochheim vom Kölner Domkapitel an das Mainzer Domkapitel verkauft. Im Jahr 1484 verlieh Kaiser Friedrich III. das Recht, jährlich zwei Märkte abzuhalten.

### 19. und 20. Jahrhundert
Mit dem Reichsdeputationshauptschluss fiel Hochheim 1803 an das Fürstentum Nassau-Usingen, das 1806 mit dem Fürstentum Nassau-Weilburg zum Herzogtum Nassau vereinigt wurde. Am 9. und 10. November 1813 fanden am Hochheimer Kippel die letzten Kämpfe der napoleonischen Truppen vor ihrem Rückzug aus Deutschland statt. Bei diesem Gefecht bei Hochheim wurden 1800 Opfer auf französischer Seite und mehr als 200 auf der Seite der Alliierten beklagt. Eine Gedenkausstellung war im Rathaus der Stadt Hofheim am Taunus im April und Mai 2014 zu sehen.
Ab April 1817 war Hochheim Sitz eines herzoglich-nassauischen Amtes, und seit 1820 wird der Ort als Stadt geführt, ohne dass sich die Verleihung der Stadtrechte urkundlich nachweisen lässt. Nachdem das Herzogtum Nassau 1866 im Preußisch-Österreichischen Krieg unterlegen war, wurde es von Preußen annektiert und seiner Provinz Hessen-Nassau zugeordnet, wodurch auch Hochheim bis 1945 preußisch wurde. Die bisherigen nassauischen Ämter wurden zu Landkreisen zusammengefasst; Hochheim gehörte zunächst zum Mainkreis und später zum Landkreis Wiesbaden. Bei dessen Auflösung im Jahr 1928 wurde die Stadt dem Main-Taunus-Kreis zugeordnet. Nach dem Ende des Zweiten Weltkrieges wurde Preußen vom Alliierten Kontrollrat aufgelöst und Hochheim kam mit einem Teil der ehemaligen preußischen Provinz Nassau zur Amerikanischen Besatzungszone und dann an das neugegründete Groß-Hessen aus dem 1946 das Land Hessen hervorging.
Im Zuge der Gebietsreform in Hessen in den 1970er-Jahren wurde die bis dahin selbständige Gemeinde Massenheim am 1. Januar 1977 kraft Landesgesetz in die Stadt Hochheim eingegliedert. Für den Ortsteil Massenheim wurde ein Ortsbezirk mit Ortsbeirat und Ortsvorsteher nach der Hessischen Gemeindeordnung eingerichtet.

### Bevölkerung

#### Einwohnerstruktur 2011
Nach den Erhebungen des Zensus 2011 lebten am Stichtag, den 9. Mai 2011, in Hochheim 16.886 Einwohner. Darunter waren 1131 (6,7 %) Ausländer, von denen 459 aus dem EU-Ausland, 325 aus anderen europäischen Ländern und 320 aus anderen Staaten kamen. Von den deutschen Einwohnern hatten 25,7 % einen Migrationshintergrund. (Bis zum Jahr 2019 erhöhte sich die Ausländerquote auf 10,7 %.) Nach dem Lebensalter waren 2673 Einwohner unter 18 Jahren, 6972 zwischen 18 und 49, 3567 zwischen 50 und 64 und 3675 Einwohner waren älter. Die Einwohner lebten in 7623 Haushalten. Davon waren 2541 Singlehaushalte, 2352 Paare ohne Kinder und 2076 Paare mit Kindern, sowie 528 Alleinerziehende und 129 Wohngemeinschaften. In 1821 Haushalten lebten ausschließlich Senioren/-innen und in 5055 Haushaltungen leben keine Senioren/-innen.

#### Einwohnerentwicklung
| Quelle: Historisches Ortslexikon | |
| • 1622:                          | 173 Familien (davon 122 Bürger, 20 Witwen und 31 Hofleute) und 22 Tagelöhner                                   |
| • 1633:                          | etwa 150 landbesitzende Untertanen                                                                             |
| • 1636:                          | 63 Untertanen (28 alteingesessen und 35 seit Beginn des Krieges zugezogen; 1654 noch 30 unbewohnte Hausplätze) |
| • 1725:                          | 304 Familien, 2 Witwer und 10 Unmündige                                                                        |
| • 1763:                          | 315 Bürger und 60 Forensen                                                                                     |
| • 1785:                          | 359 Familien                                                                                                   |
| • 1850:                          | 2148 Einwohner (543 Familien)                                                                                  |
| • 1950:                          | 6283 Einwohner (1619 Haushalte, 1155 Heimatvertriebene)                                                        |

| Hochheim am Main: Einwohnerzahlen von 1803 bis 2020 | Hochheim am Main: Einwohnerzahlen von 1803 bis 2020 | Hochheim am Main: Einwohnerzahlen von 1803 bis 2020 | Hochheim am Main: Einwohnerzahlen von 1803 bis 2020 | Hochheim am Main: Einwohnerzahlen von 1803 bis 2020 |
| --- | --------------------------------------------------- | --------------------------------------------------- | --------------------------------------------------- | --------------------------------------------------- |
| Jahr |                                                     |                                                     |                                                     | Einwohner                                           |
| 1803 | 1803                                                |                                                     | 1.682                                               | 1.682                                               |
| 1817 | 1817                                                |                                                     | 1.615                                               | 1.615                                               |
| 1825 | 1825                                                |                                                     | 1.842                                               | 1.842                                               |
| 1834 | 1834                                                |                                                     | 1.922                                               | 1.922                                               |
| 1840 | 1840                                                |                                                     | 2.050                                               | 2.050                                               |
| 1846 | 1846                                                |                                                     | 2.139                                               | 2.139                                               |
| 1852 | 1852                                                |                                                     | 2.261                                               | 2.261                                               |
| 1858 | 1858                                                |                                                     | 2.330                                               | 2.330                                               |
| 1864 | 1864                                                |                                                     | 2.525                                               | 2.525                                               |
| 1871 | 1871                                                |                                                     | 2.502                                               | 2.502                                               |
| 1875 | 1875                                                |                                                     | 2.620                                               | 2.620                                               |
| 1885 | 1885                                                |                                                     | 2.815                                               | 2.815                                               |
| 1895 | 1895                                                |                                                     | 3.083                                               | 3.083                                               |
| 1905 | 1905                                                |                                                     | 3.779                                               | 3.779                                               |
| 1910 | 1910                                                |                                                     | 3.993                                               | 3.993                                               |
| 1925 | 1925                                                |                                                     | 4.082                                               | 4.082                                               |
| 1939 | 1939                                                |                                                     | 4.495                                               | 4.495                                               |
| 1946 | 1946                                                |                                                     | 5.786                                               | 5.786                                               |
| 1950 | 1950                                                |                                                     | 6.283                                               | 6.283                                               |
| 1956 | 1956                                                |                                                     | 6.555                                               | 6.555                                               |
| 1961 | 1961                                                |                                                     | 8.555                                               | 8.555                                               |
| 1967 | 1967                                                |                                                     | 9.461                                               | 9.461                                               |
| 1973 | 1973                                                |                                                     | 13.319                                              | 13.319                                              |
| 1975 | 1975                                                |                                                     | 13.860                                              | 13.860                                              |
| 1980 | 1980                                                |                                                     | 15.280                                              | 15.280                                              |
| 1985 | 1985                                                |                                                     | 15.219                                              | 15.219                                              |
| 1990 | 1990                                                |                                                     | 15.915                                              | 15.915                                              |
| 1995 | 1995                                                |                                                     | 16.031                                              | 16.031                                              |
| 2000 | 2000                                                |                                                     | 16.873                                              | 16.873                                              |
| 2005 | 2005                                                |                                                     | 16.816                                              | 16.816                                              |
| 2010 | 2010                                                |                                                     | 16.893                                              | 16.893                                              |
| 2011 | 2011                                                |                                                     | 16.886                                              | 16.886                                              |
| 2015 | 2015                                                |                                                     | 17.057                                              | 17.057                                              |
| 2020 | 2020                                                |                                                     | 18.143                                              | 18.143                                              |
| Datenquelle: Historisches Gemeindeverzeichnis für Hessen: Die Bevölkerung der Gemeinden 1834 bis 1967. Wiesbaden: Hessisches Statistisches Landesamt, 1968. Weitere Quellen: LAGIS; Hessisches Statistisches Informationssystem; Zensus 2011 Ab 1977 einschließlich der im Zuge der Gebietsreform in Hessen eingegliederten Orte. |                                                     |                                                     |                                                     |                                                     |

#### Religionszugehörigkeit
| Quelle: Historisches Ortslexikon |                                                                                                  |
| • 1885:                          | 0319 evangelische (= 11,33 %), 2474 katholische (= 87,89 %), 22 jüdische (= 0,78 %) Einwohner    |
| • 1961:                          | 2876 evangelische (= 33,62 %), 5410 katholische (= 63,24 %) Einwohner                            |
| • 1987:                          | 4918 evangelische (= 31,97 %), 8344 katholische (= 54,25 %), 2120 sonstige (= 13,78 %) Einwohner |
| • 2011:                          | 4930 evangelische (= 29,20 %), 7210 katholische (= 42,67 %), 4750 sonstige (= 28,13 %) Einwohner |

## Politik

### Stadtverordnetenversammlung
Die Kommunalwahl am 14. März 2021 lieferte folgendes Ergebnis, in Vergleich gesetzt zu früheren Kommunalwahlen:
| Sitzverteilung in der Stadtverordnetenversammlung 2021Insgesamt 31 Sitze - SPD: 7 - Grüne: 7 - FDP: 3 - FWG: 6 - CDU: 8 |                                                           |          |       |          |       |          |       |          |       |          |       |          |       |
| Parteien und Wählergemeinschaften                                                                                       | Parteien und Wählergemeinschaften                         | 2021     | 2021  | 2016     | 2016  | 2011     | 2011  | 2006     | 2006  | 2001     | 2001  | 1997     | 1997  |
| Parteien und Wählergemeinschaften                                                                                       | Parteien und Wählergemeinschaften                         | Anteil 1 | Sitze | Anteil 1 | Sitze | Anteil 1 | Sitze | Anteil 1 | Sitze | Anteil 1 | Sitze | Anteil 1 | Sitze |
| CDU | Christlich Demokratische Union Deutschlands               | 27,1     | 8     | 26,0     | 8     | 34,8     | 13    | 35,0     | 13    | 35,6     | 13    | 34,2     | 14    |
| SPD | Sozialdemokratische Partei Deutschlands                   | 22,7     | 7     | 20,5     | 6     | 20,5     | 8     | 20,4     | 7     | 26,5     | 10    | 36,9     | 15    |
| Grüne | Bündnis 90/Die Grünen                                     | 20,8     | 7     | 14,1     | 4     | 17,3     | 6     | –        | –     | 9,3      | 3     | 7,5      | 3     |
| FWG | Freie Wählergemeinschaft Hochheim/Massenheim e. V.        | 20,2     | 6     | 21,2     | 7     | 19,5     | 7     | 29,1     | 11    | 21,4     | 8     | 13,8     | 5     |
| FDP | Freie Demokratische Partei                                | 9,2      | 3     | 12,0     | 4     | 5,7      | 2     | 7,5      | 3     | 7,1      | 3     | 4,4      | –     |
| GAL/DIE LINKE | Grün-Alternative Liste/DIE LINKE. Hochheim und Massenheim | –        | –     | 6,2      | 2     | 2,2      | 1     | 8,0      | 3     | –        | –     | –        | –     |
| DB | Die Bürger                                                | –        | –     | –        | –     | –        | –     | –        | –     | –        | –     | 3,3      | –     |
| Ungültige Stimmen in %                                                                                                  | Ungültige Stimmen in %                                    | 3,9      | –     | 5,3      | –     | 4,7      | –     | 3,8      | –     | 3,4      | –     | 2,0      | –     |
| Sitze gesamt | Sitze gesamt                                              | 31       | 31    | 31       | 31    | 37       | 37    | 37       | 37    | 37       | 37    | 37       | 37    |
| Wahlbeteiligung in % | Wahlbeteiligung in %                                      | 55,1     | 55,1  | 49,6     | 49,6  | 45,4     | 45,4  | 44,7     | 44,7  | 55,2     | 55,2  | 62,0     | 62,0  |

### Bürgermeister

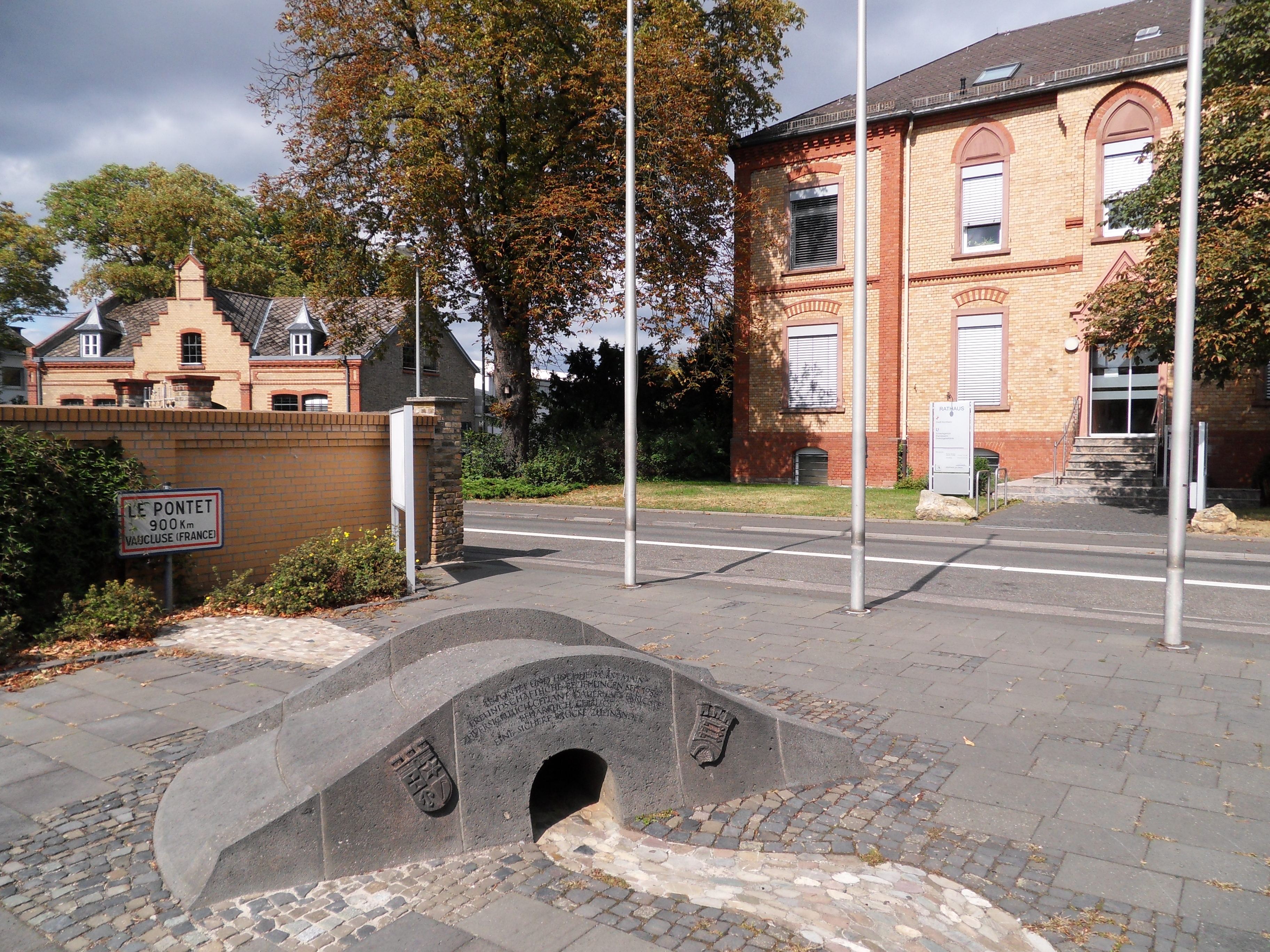
Rathaus mit Le-Pontet-Platz

Nach der hessischen Kommunalverfassung wird der Bürgermeister für eine sechsjährige Amtszeit gewählt, seit dem Jahr 1993 in einer Direktwahl, und ist Vorsitzender des Magistrats, dem in der Stadt Hochheim neben dem Bürgermeister ehrenamtlich ein Erster Stadtrat und acht weitere Stadträte angehören. Bürgermeister ist seit dem 1. Oktober 2014 der als FDP-Mitglied parteiunabhängig angetretene Dirk Westedt. Er wurde als Nachfolger von Angelika Munck (FWG), die nach zwei Amtszeiten nicht mehr kandidiert hatte, am 25. Mai 2014 in einer Stichwahl bei 51,7 Prozent Wahlbeteiligung mit 59,6 Prozent der Stimmen gewählt. Es folgte, pandemiebedingt verschoben, eine Wiederwahl im März 2021. Durch die verschobene Wahl verschob sich der Beginn der Amtszeit auf den 12. Mai 2021, den Tag der Amtseinführung in der Sitzung der Stadtverordnetenversammlung.
Amtszeiten der Bürgermeister
- 2014–2027 Dirk Westedt[19]
- 2002–2014 Angelika Munck (FWG)
- 1990–2002 Harald Schindler (SPD)[22]
- 1984–1990 Volker Zintel (CDU)[23]
- 1974–1984 Gottfried Gensch (CDU)[24][25]
- 1954–1974 Aloys Schnorr (SPD)[26]
- 1948–1954 Peter Ohlig[27]

### Wappen und Flagge
Die Stadt Hochheim am Main führt ein Wappen und eine Flagge.

Bannerflagge

| Wappen der Stadt Hochheim am Main | Blasonierung: „Geviert durch ein blaues Kreuz von Silber und Rot; 1 ein rotes Tatzenkreuz, 2 ein sechsstrahliger silberner Stern, 3 ein gestürzter silberner Anker, 4 ein schräglinks gestellter roter Karst.“ |
| Wappen der Stadt Hochheim am Main | Wappenbegründung: Das 1909 verliehene Wappen entstammt einem Siegel aus dem Jahre aus dem späten 18. Jahrhundert. Der Anker symbolisiert die Mainschifffahrt und der Karst (Weinbergshacke) den Weinbau. Das Kreuz wird als Zeichen der geistlichen Herrschaft und der Stern als Schröterrad zum Aufwinden der Fässer gedeutet. Das eigentliche Ortszeichen ist allein das durchgehende Kreuz, das seit dem 17. Jahrhundert auf den Gemeindegebäuden und -gerätschaften sowie den Grenzsteinen angebracht ist. Das ohne besondere Verleihung 1909 amtlich gebilligte Wappen erscheint ohne Mauerkrone erstmals 1775 auf einem Dachschiefer der Hochheimer Kirche. |

Beschreibung des Banners: „Die Farben der Stadt sind weiß-blau-rot. Das Banner ist weiß-blau-rot gespalten mit dem aufgelegten Wappen oberhalb der Mitte.“

### Städtepartnerschaften
Hochheim unterhält seit 1987 eine Partnerschaft mit der im Département Vaucluse in der Nähe von Avignon gelegenen Stadt Le Pontet sowie seit 2022 mit der tschechischen Stadt Mikulov. an der Grenze zu Österreich. Weiterhin bestehen Städtefreundschaften mit der ungarischen Stadt Bonyhád im Komitat Tolna (seit 1997, hat auch einen hessischen Löwen im Wappen) und der thüringischen Stadt Kölleda.

## Kultur und Sehenswürdigkeiten

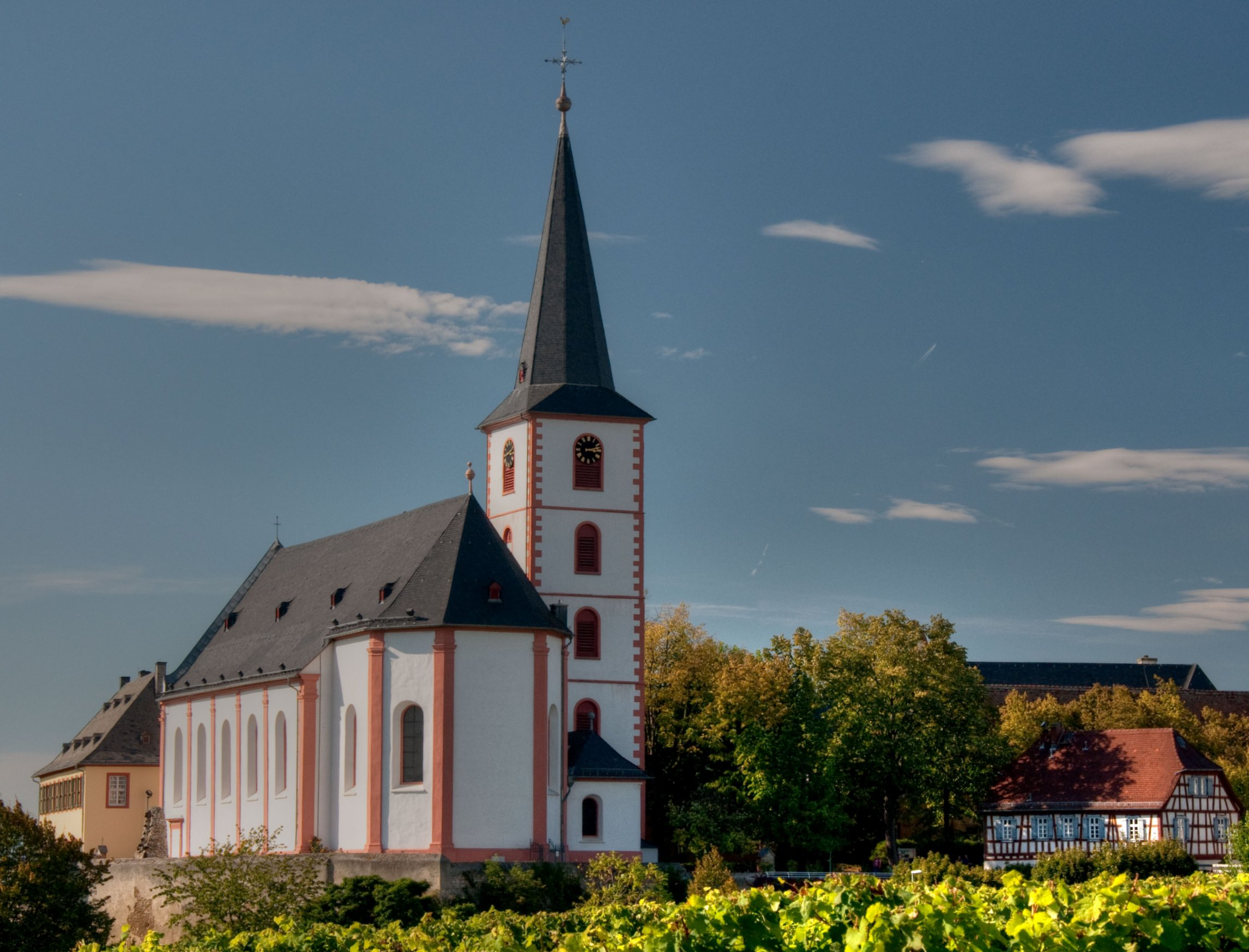
Sankt-Peter-und-Paul-Kirche

### Bauwerke und Anlagen
In Hochheim und Massenheim wurden 185 kulturhistorische Objekte unter Denkmalschutz gestellt.
Dazu gehören als Gesamtanlagen die Altstadt von Hochheim und der Dorfkern von Massenheim mit vielen restaurierten Fachwerkhäusern. Für den ungestörten Blick auf die Gesamtanlage Hochheim gelten die zum Main nach Süden abfallenden Weinberge als schützenswerter Grünbereich. Seit der Niederlegung der Stadtmauer zu Beginn des 19. Jahrhunderts blieb die Ansicht von Süden unverändert. Die Stadt wuchs seitdem nur nach Norden, Osten und Westen.
Blickfang in der südlichen Stadtsilhouette ist die Kirche St. Peter und Paul, eine im Stil des Barock gehaltene Kirche mit Fresken des 1725 in Söflingen (Ulm) geborenen deutschen Barockmalers Johann Baptist Enderle. Im Jahr 2005 wurde die 1999 begonnene Restaurierung der Fresken beendet.

### Museen und Kunst
In der Altstadt befinden sich das Weinbaumuseum und das Otto-Schwabe-Heimatmuseum. Galerieflächen sind in der Hochheimer Kunstsammlung, eine Ausstellungsfläche ist im Treppenhaus des Hochheimer Rathauses.

### Regionalpark Rhein-Main

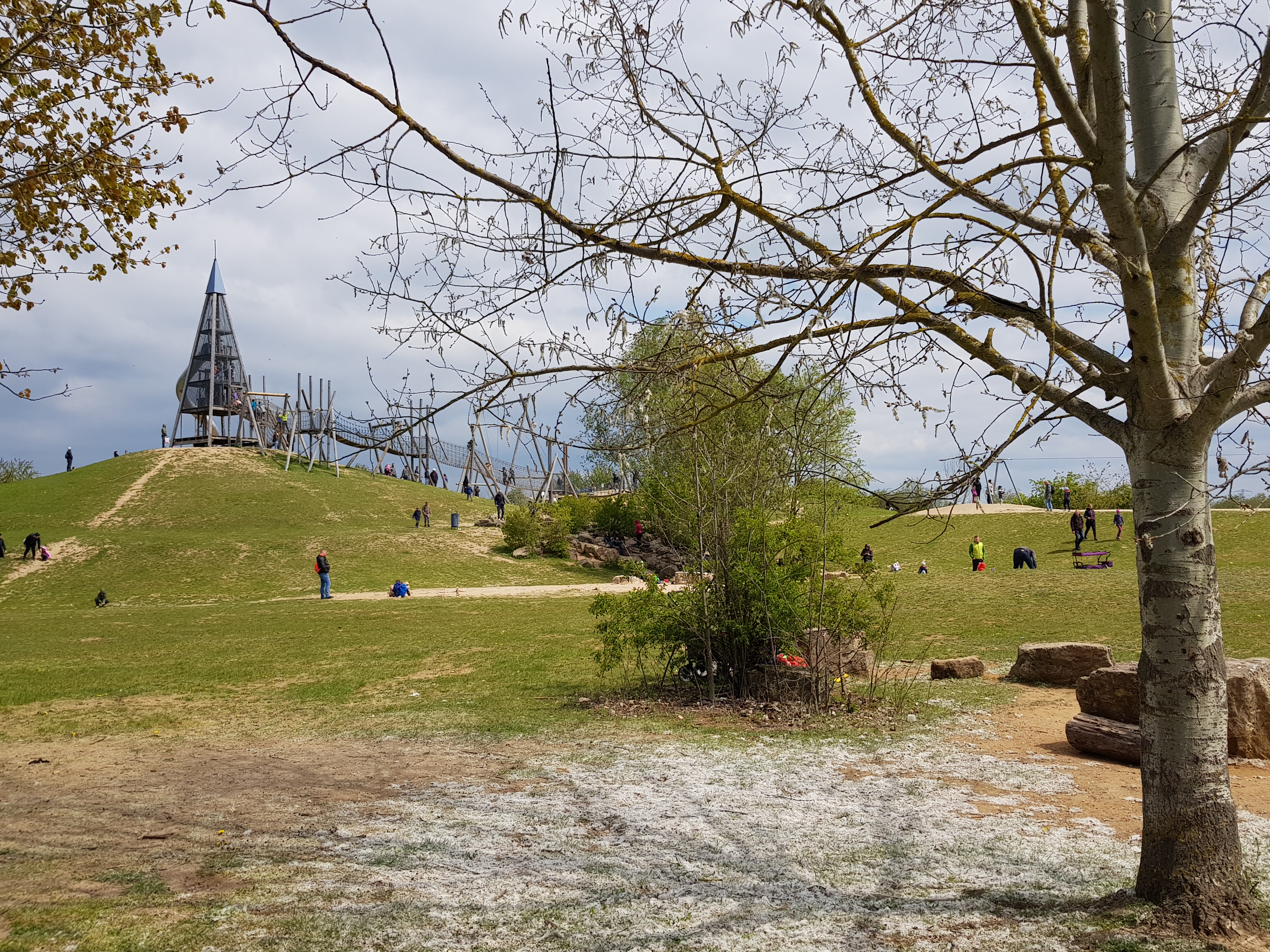
Spielpark Hochheim

Als Teil des Regionalparks Rhein-Main steht nördlich von Hochheim im Gebiet des Kiesgrubengeländes „Silbersee“ die 2001 eingeweihte hölzerne Aussichtskanzel Vogelnest. Über 40 Stufen einer stählernen Wendeltreppe gelangt man zur 7,5 m hohen Aussichtsplattform, die einen guten Rundumblick in die Umgebung bietet. Ca. 600 m östlich des 10 m hohen Aussichtsturms befindet sich in Sichtweite der Spielpark Hochheim mit einer 15 m hohen „Tunnelrutsche“, dem 13 m hohen „Tarzanschwinger“ sowie weiteren Attraktionen.

## Wirtschaft und Infrastruktur

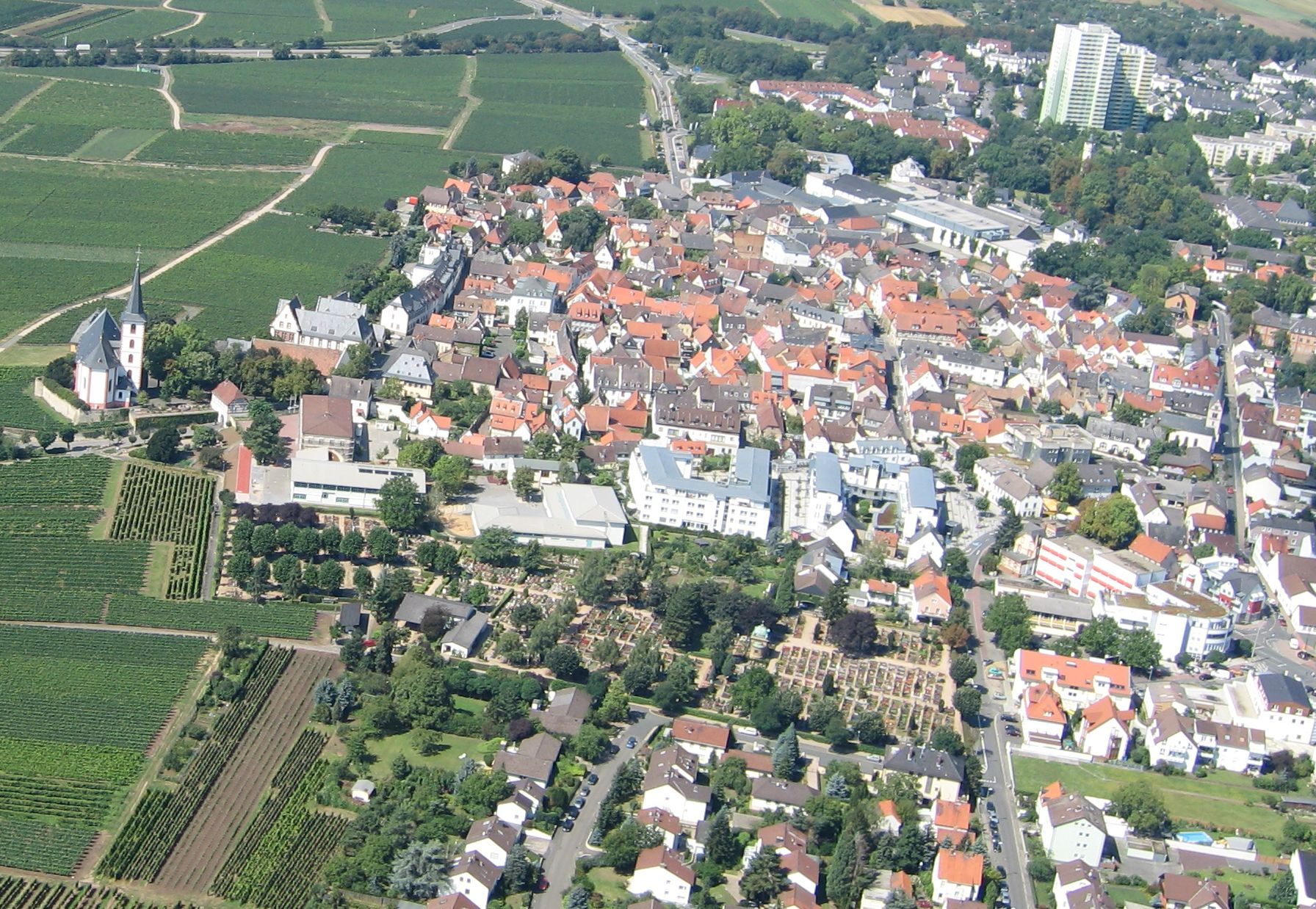
Altstadt – im Vordergrund: der alte Friedhof

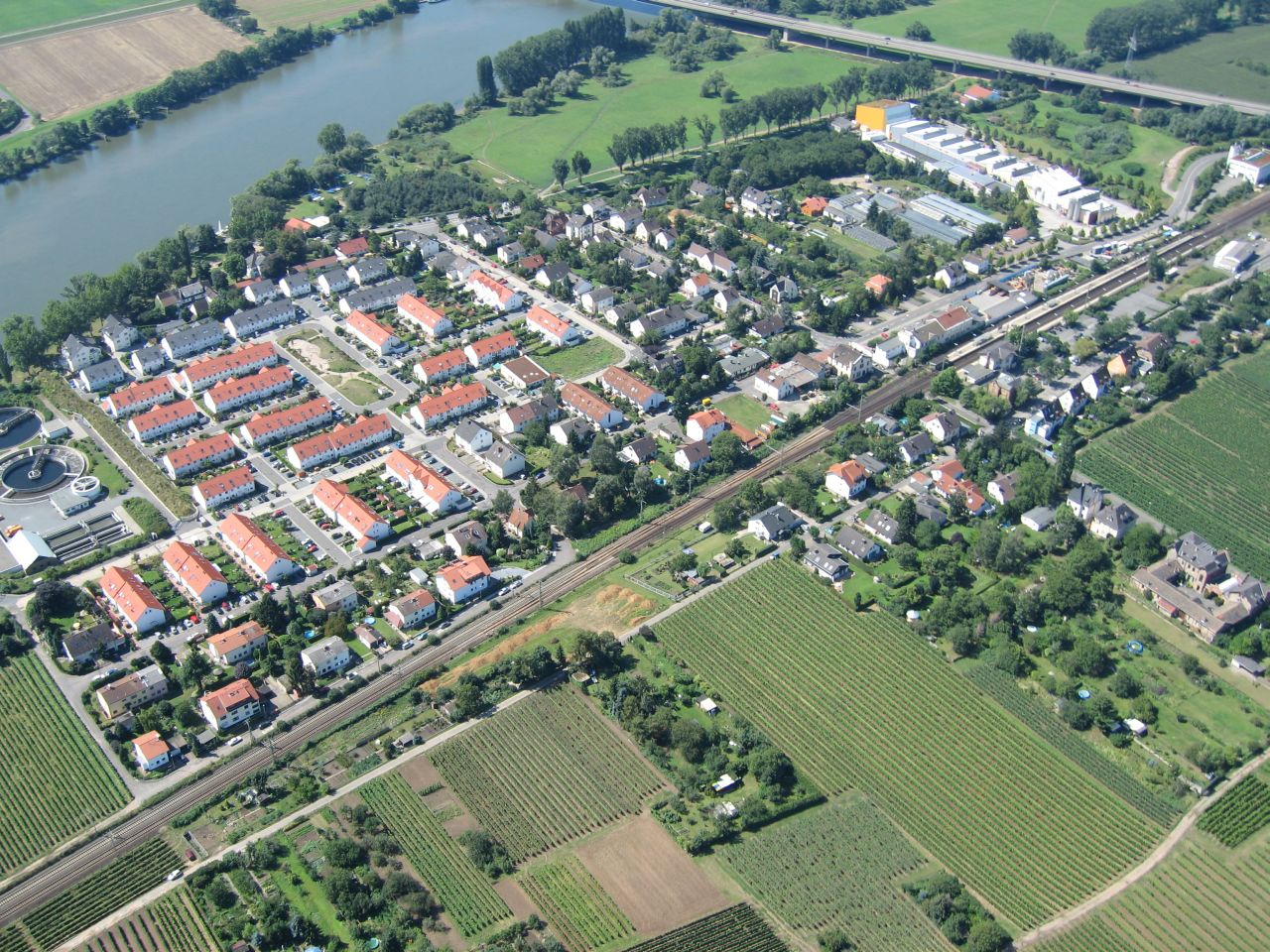
Südstadt – am linken Bildrand: Kläranlage

### Weinbau
Der Wirtschaftszweig, dem die Stadt ihre Bekanntheit in erster Linie verdankt, ist der Weinbau. Der Name der Stadt ist seit einem Besuch der britischen Königin Viktoria im Jahr 1845 im englischsprachigen Raum als Hock zum Synonym für Rheinwein im Allgemeinen und für Wein aus dem Rheingau im Besonderen geworden.
Der Überlieferung nach soll sich wegen des guten Geschmacks der Hochheimer Weine und ihrer nahrhaften Eignung am britischen Hof das Sprichwort etabliert haben: „A good Hock keeps off the doc!“ Sinngemäß: Ein guter Hochheimer ersetzt jeden Arzt, oder hält den Arzt fern.
Mit 241 ha Rebfläche gehört Hochheim zu den großen Weinbaugemeinden im Rheingau. Die Hochheimer Gemarkung bildet das Kernstück der Großlage Daubhaus. Die namhaftesten Lagen sind die unterhalb der Altstadt gelegenen Lagen Domdechaney und Kirchenstück sowie der kleine Königin-Viktoria-Berg, der östlich der Stadt oberhalb der Bahnlinie inmitten der Hölle gelegen ist, dort wo das in neugotischem Stil errichtete Königin-Viktoria-Denkmal an den Besuch der Queen in Hochheim erinnert. Weitere Lagen sind Berg, Herrnberg, Hofmeister, Reichestal, Stein und Stielweg. Hinzu kommt die Lage Schlossgarten in der Gemarkung Massenheim. 80 % der Rebfläche sind mit Rieslingreben bestockt, 15 % entfallen auf Spätburgunder und 5 % auf Kerner, Müller-Thurgau und andere Rebsorten. Das Domdechant Werner’sche Weingut erinnert an die Verbindung zum Mainzer Klerus.
Hochheim war im 19. Jahrhundert und in der ersten Hälfte des 20. Jahrhunderts auch ein wichtiges Zentrum der Sektproduktion. So wurde 1837 hier die rheinische Sektkellerei Burgeff, bekannt unter der Marke Mumm, gegründet, die sich heute im Besitz der Rotkäppchen-Mumm Sektkellereien befindet. 1877 kam das Sekthaus Carl Graeger hinzu.
Jährlich steht die Stadt Anfang November im Zeichen des Hochheimer Marktes, eines der größten Herbstmärkte in Deutschland. Er wird seit 1484 abgehalten und ist für ein Wochenende von Freitag bis Dienstag mit einer Mischung aus Kram-, Vergnügungs- und Viehmarkt Anziehungspunkt von fast einer halben Million Besuchern.
Am ersten Juliwochenende findet ein Weinfest in Hochheim statt, das über hunderttausend Besucher anlockt.

### Unternehmen
Die wirtschaftliche Struktur der Stadt Hochheim war seit dem Zweiten Weltkrieg einem steten Wandel unterworfen. Das international bekannteste hier ansässige Unternehmen ist Tetra Pak, das hier seit 1965 den Sitz seiner Deutschland-Zentrale hat.

### Verkehr

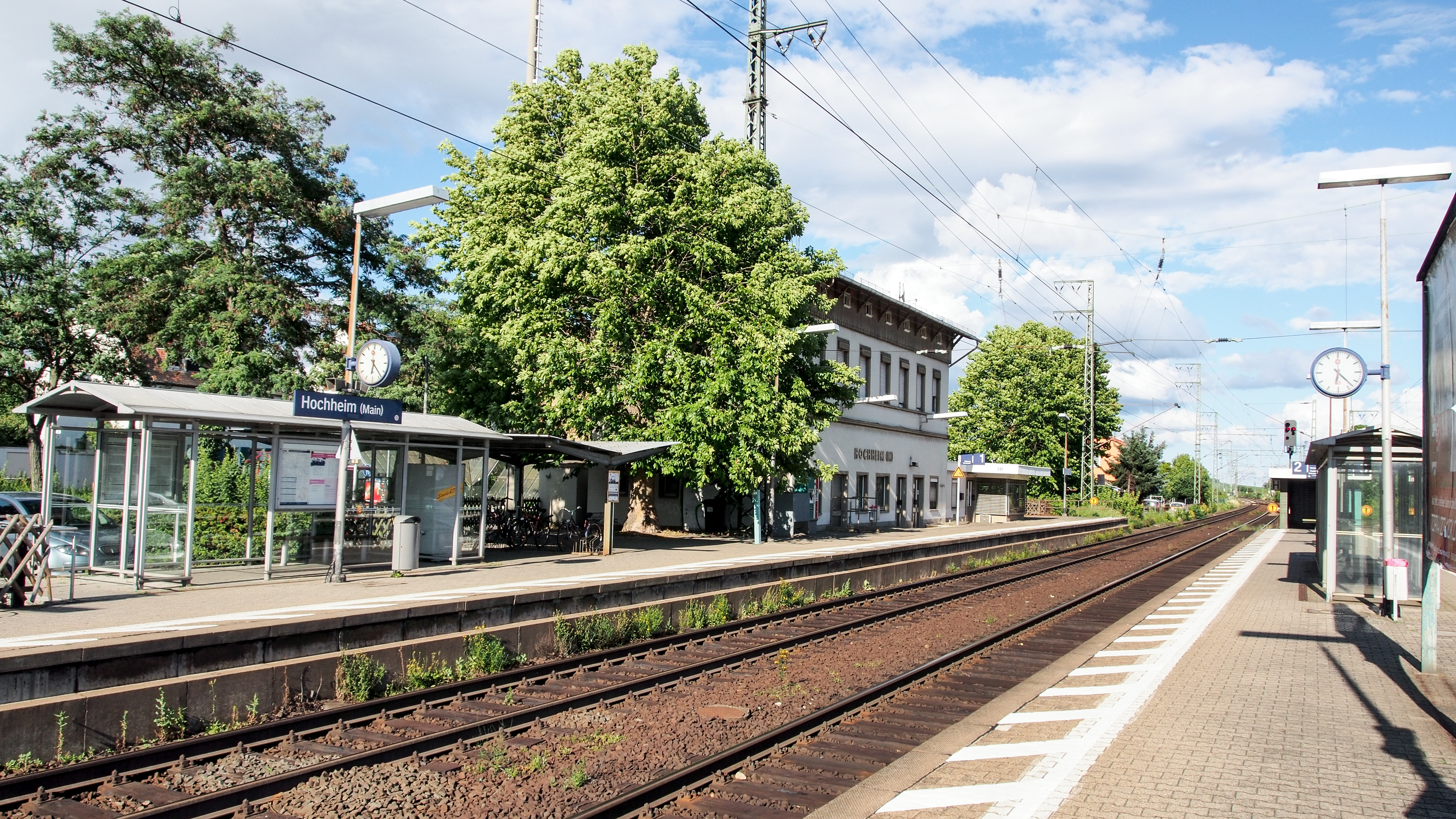
Der Bahnhof Hochheim

Am westlichen Stadtrand verläuft die Bundesautobahn 671 mit den Anschlussstellen Hochheim Süd und Hochheim Nord. Durch die Stadt führt die Bundesstraße 40 nach Mainz im Westen und Flörsheim im Osten. Nach Flörsheim und Wiesbaden-Delkenheim führt außerdem die Landesstraße 3028.
Die Stadt liegt innerhalb des Rhein-Main-Verkehrsverbundes an der Taunus-Eisenbahn. Am Bahnhof Hochheim (Main) halten Züge der Linie S1 der S-Bahn Rhein-Main zwischen Rödermark-Ober-Roden, Frankfurt am Main und Wiesbaden. Seit dem Fahrplanwechsel im Dezember 2018 halten hier stündlich auch die Regional-Express-Linien RE 4 und RE 14 zwischen Frankfurt Hbf und Mainz. Im Zweistundentakt fährt die Linie RE 14 weiter in Richtung Mannheim Hauptbahnhof über Worms und Frankenthal. Der Bahnsteig der Gleise 2 und 3, an dem Züge Richtung Frankfurt beginnen oder halten und aus der Gegenrichtung enden, ist nicht barrierefrei.
Busverbindungen bestehen nach Wiesbaden (Linien 46 und 48, ESWE Verkehr), Hofheim (Linie 809, Hessische Landesbahn) und Mainz-Budenheim (Linie 68, MVG).
Hochheim ist Teil des Pilotgebietes im Regionalpark Rhein-Main mit mehreren ausgebauten und geplanten Radwanderwegen, von denen folgende durch die Stadt bzw. am Mainufer entlangführen:
- Der Hessische Radfernweg R3 (Rhein-Main-Kinzig-Radweg) führt unter dem Motto Auf den Spuren des Spätlesereiters entlang von Rhein, Main und Kinzig über Fulda nach Tann in der Rhön. Auf dem Teilstück bis Eltville und Hochheim am Main führt der R3 über die Rheingauer Riesling Route.
- Der Main-Radweg führt von den Quellen des Weißen und Roten Mains bis nach Mainz zur Mündung in den Rhein.
- Die D-Route 5 (Saar-Mosel-Main) von Saarbrücken über Trier, Koblenz, Mainz, Frankfurt am Main, Würzburg und Bayreuth bis zur tschechischen Grenze (1021 km).

## Persönlichkeiten
Folgende Personen wurden in Hochheim geboren, wirkten aber hauptsächlich andernorts:
- Johann Caspar Altenauer (1683–1766), Artilleriehauptmann
- Nikolaus Schmölder (1798–1872), Kaufmann und Mitglied des Nassauischen Landtags
- Georg Hofmann (1798–1853), Kaufmann, Ratsherr, Politiker
- Johannes Selenka (1801–1871), Buchbinder und Wegbereiter der Handwerkerbewegung in Braunschweig
- Ignaz Schweickardt (1811–1858), Küfer und Gründer einer Sektkellerei
- Friedrich Raht (1811–1879), Landrat
- Sigmund Aschrott (1826–1915), Kaufmann, Industrieller und Immobilienunternehmer in Kassel
- Wilhelm Cuntz (1849–1909), Mediziner
- Ferdinand Raab (1878–1954), Manager in der Braunkohlenindustrie
- Alois Eckert (1890–1969), Pfarrer, Geistlicher Rat, Apostolischer Protonator, Stadtpfarrer von Frankfurt 1950–1965
- Erich-Hans Kaden (1898–1973), Rechtsgelehrter
- Diether Hummel (1908–1989), Sektproduzent und Verbandspräsident
- Valentin Petry (1928–2016), Radsportler
- Rolf Selzer (1942–2024), Politiker (SPD)
- Enno Siehr (* 1947), Politiker (SPD); 1992–2010 Landrat des Kreises Groß-Gerau
- Rudolf J. Kaltenbach (* 1956), Bildhauer
- Manfred Freisler (* 1957), ehemaliger Handballspieler; 1978 Weltmeister
- Andreas Kammerbauer (* 1961), hessischer Politiker (Grüne)
- Henry Kaufmann (* 1961), Handballspieler
- Kerstin Merkel (* 1962), Kunsthistorikerin und Hochschullehrerin
- Bettina Mantel (* 1966), ehemalige Frauenfußballspielerin, Deutsche Meisterin und Deutsche Pokalsiegerin (FSV Frankfurt)

Weitere Persönlichkeiten, die in Hochheim gelebt und gewirkt haben:
- Georg Hofmann (1798–1853), Kaufmann, Gutsbesitzer und Ratsherr in Hochheim
- Franz Crass (1928–2012), Opernsänger; lebte bis kurz vor seinem Tod in Hochheim am Main, starb in Rüsselsheim
- Waldemar Wolf (1929–2001), hessischer Politiker (SPD); Stadtverordneter, Fraktionsvorsitzender und ehrenamtlicher Stadtrat in Hochheim
- Hermann Joseph Hummel (1834–1921), deutscher Fabrikant, Kommerzienrat und Verbandsfunktionär, Ehrenbürger von Hochheim
- Siegfried Höxter (1906–1957), SPD-Mitglied, Widerstandskämpfer, Emigrant, US-amerikanischer Geheimdienstoffizier mit Dienstsitz in Hochheim